# Brenda Yeoh
Brenda Yeoh (chinois simplifié : 杨淑爱), née le 25 décembre 1963, est une géographe singapourienne. Elle est professeure de géographie à l'université nationale de Singapour où elle travaille sur la thématique des migrations. En 2021, elle est lauréate du prix Vautrin-Lud.

## Biographie
Brenda Yeoh est diplômée de l'université de Cambridge et a un doctorat de l'université d'Oxford (Royaume-Uni). 
Elle est professeure de sciences sociales au département de géographie de l'université nationale de Singapour (NUS), qu'elle rejoint en 1987, où elle est titulaire de la chaire Raffles en sciences sociales. Elle est également responsable du cluster sur les migrations asiatiques au NUS Asia Research Institute et directrice de recherche en sciences humaines et sociales.  
En 2000, elle reçoit la bourse du programme Fulbright pour étudier à l'université de Californie à Berkeley.
En 2021, elle est élue membre de la British Academy. 
Yeoh est rédactrice en chef de la revue Asian Population Studies. Depuis 2004, elle est co-éditrice de la revue Gender, Place and Culture. Elle est également membre de la Commission de géographie de la population de l'Union géographique internationale.

## Travaux
Brenda Yeoh travaille dans le domaine de la géographie sociale. Ses travaux de recherche portent sur les migrations, le genre et la politique de l'espace dans les villes coloniales et postcoloniales. Son thème de prédilection est celui de la mobilité, en questionnant les inégalités, notamment sociales et de genre. Elle s'est tour à tour intéressée aux mobilités hautement qualifiées, comme celles étudiantes, aux mariages et aux familles transnationales, à la question de la citoyenneté et aux migrations du care.  

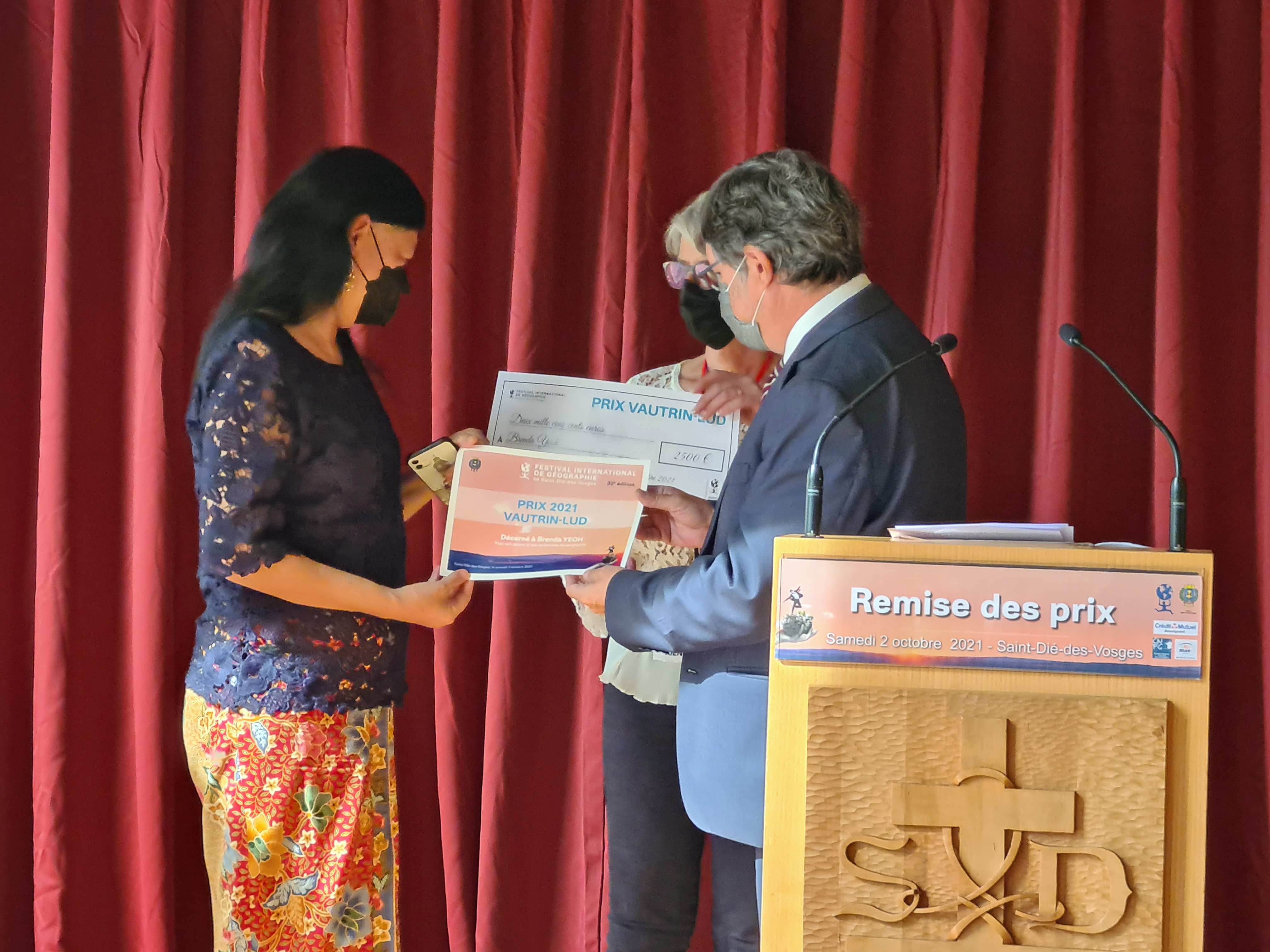
Brenda Yeoh recevant le prix Vautrin-Lud en 2021.

Ses projets de recherche actuels portent sur la migration transnationale en Asie du Sud-Est et la santé des enfants laissés pour compte, les travailleurs sociaux transnationaux, les politiques étatiques et les dynamiques de genre dans les sociétés vieillissantes (par une étude comparative de Singapour et du Japon) ainsi que les « Study Mothers », l'éducation des enfants et les stratégies familiales transnationales.
Brenda Yeoh analyse également comment la mobilité limitée lors de la période de la pandémie du Covid-19 en Asie a aggravé la précarité des travailleurs migrants de passage et a révélé la non-durabilité des migrations temporaires pour les États-nations. Dans le même temps, la pandémie permettrait de réfléchir aux alternatives de la migration temporaire, comme offrir des visas, des contrats de plus longue durée et des possibilités d'obtenir le statut de résident. D'après ses recherches, l'intégration des travailleurs migrants dans les réseaux de sécurité sanitaire nationaux améliorerait le bien-être des migrants et la résilience de la société. Un recalibrage minutieux de l'utilisation de l'automatisation et des substituts technologiques permettraient de faire venir plus de main-d’œuvre migrante.
Ses travaux sont récompensés en 2021 par le prix Vautrin-Lud,.

## Principales publications
Brenda Yeoh est l'autrice de plus de 35 livres et 230 articles dans des revues scientifiques.
- Katie Willis et Brenda S. A. Yeoh, Gender and migration, Edward Elgar, 2000 (ISBN 1-84064-073-1 et 978-1-84064-073-1, OCLC 42888159, lire en ligne)
- Lily Kong et Brenda S. A. Yeoh, Singapore : a developmental city state, Wiley, 1997 (ISBN 0-471-97190-1 et 978-0-471-97190-0, OCLC 35961481, lire en ligne)
- Brenda S. A. Yeoh, Contested memoryscapes : the politics of Second World War commemoration in Singapore, 2016 (ISBN 978-1-4094-4820-4, 1-4094-4820-7 et 978-1-138-54693-6, OCLC 930875153, lire en ligne)